# Regiunea Ivanovo
Regiunea Ivanovo (rusă Ивановская область – Ivanovskaia oblast) este situată în Rusia centrală.